# Steinkjer
Steinkjer je mesto in občina v administrativni regiji Trøndelag na Norveškem.